# Công giáo tại Hoa Kỳ

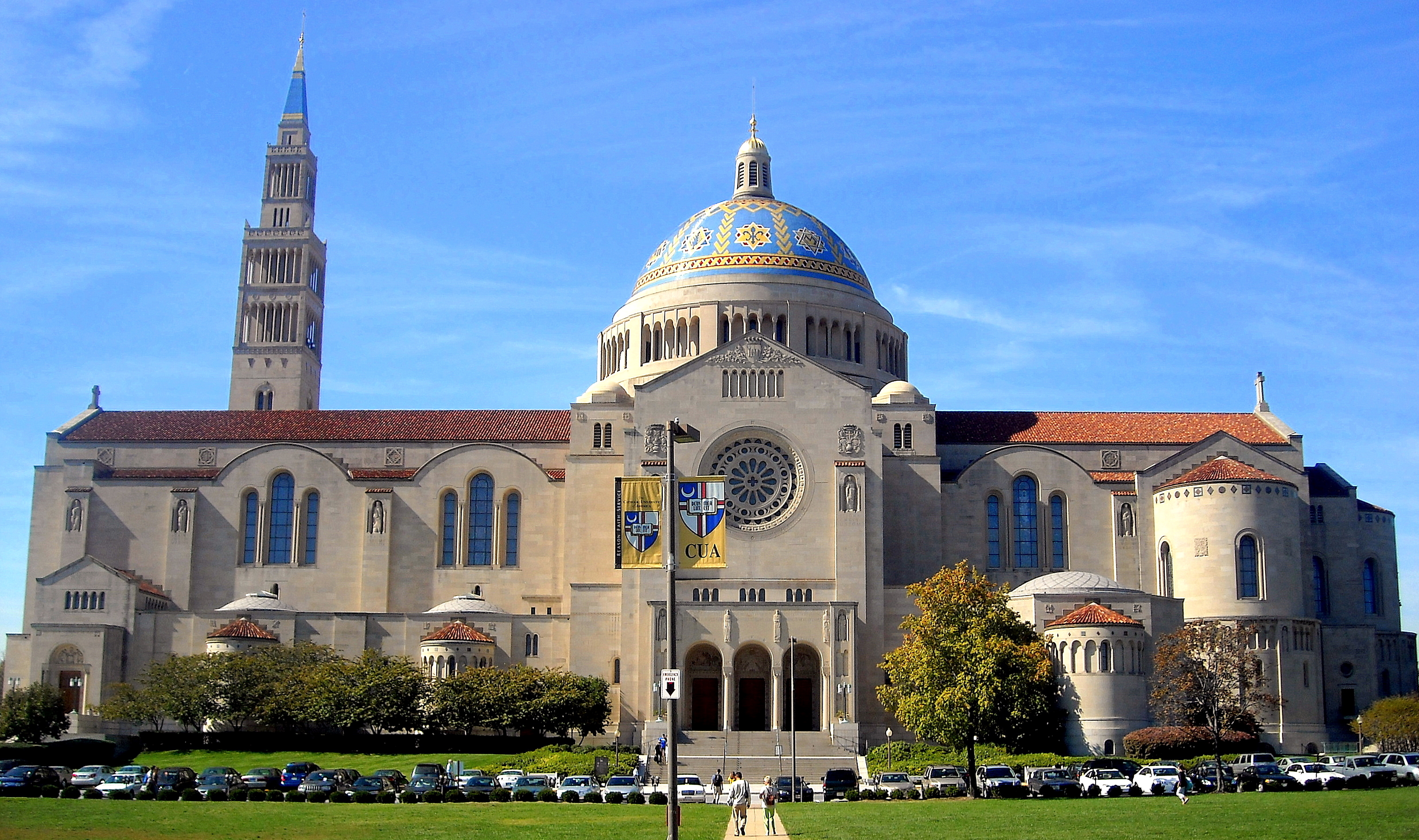
Vương cung thánh đường Đền thánh Quốc gia Đức Mẹ Vô Nhiễm Nguyên Tội ở Washington, D.C., là nhà thờ Kitô giáo lớn nhất ở Hoa Kỳ.

Giáo hội Công giáo tại Hoa Kỳ là một bộ phận của Giáo hội Công giáo Rôma. Với hơn 78 triệu tín hữu, đây là giáo hội Kitô giáo lớn nhất ở Hoa Kỳ, chiếm khoảng 25% dân số nước này. Với số lượng tín hữu đó, Hoa Kỳ cũng là quốc gia đứng thứ tư trên thế giới về lượng người Công giáo (sau Brasil, México và Philippines).
Công giáo có mặt tại Hoa Kỳ từ những buổi đầu nơi đây là thuộc địa của người châu Âu. Các nhà thừa sai Công giáo đầu tiên là người Tây Ban Nha, họ đi theo hành trình thứ hai của Christopher Columbus đến Tân Thế giới vào năm 1493. Sau đó, các nhà truyền giáo Tây Ban Nha thiết lập nên các cơ sở truyền giáo tại những nơi mà ngày nay là Florida, Georgia, Texas, New Mexico, California và Puerto Rico. Đầu thế kỷ 18, người Pháp cũng bắt đầu đến Hoa Kỳ truyền giáo, thành lập Louisiana thuộc Pháp gồm: St. Louis, New Orleans, Biloxi, Mobile, Alabama, Natchez, Yazoo, Natchitoches, Arkansas, Illinois và Michigan.
Trong suốt lịch sử Hoa Kỳ, số lượng người Công giáo dần tăng lên, ban đầu với một tốc độ chậm từ những năm đầu thế kỷ 19 do việc Hoa Kỳ mua lại các vùng lãnh thổ từ Pháp, Tây Ban Nha và México mà dân số chủ yếu theo Công giáo. Giữa thế kỷ này, một làn sóng người nhập cư từ các quốc gia có truyền thống Công giáo như Ireland, Đức, Ba Lan và Ý khiến cho Công giáo là tôn giáo lớn nhất tại Hoa Kỳ. Sự gia tăng lượng người Công giáo cũng đã gây ra những định kiến và thái độ thù địch của người ngoài Công giáo, thường dẫn đến việc bạo loạn , đốt nhà thờ, tu viện, và chủng viện . Các phong trào chống Công giáo, điển hình là đảng Know Nothing được thành lập bởi Lewis Charles Levin vào giữa thế kỷ 19 bắt đầu nổ ra nhằm để hạn chế lượng người Công giáo nhập cư. Các phong trào này nghĩ rằng, Hoa Kỳ là một quốc gia của người Kháng Cách (Tin Lành) và dòng người Công giáo làm đe dọa tính thuần khiết và sứ mệnh, thậm chí là cả sự tồn vong của họ.
Từ thập niên 1960, tỷ lệ người Công giáo tại Hoa Kỳ gần khoảng 25% và ổn định cho tới ngày nay, do có một lượng lớn người nói tiếng Tây Ban Nha nhập cư, phần lớn là người Mỹ gốc Mễ.

## Cơ cấu tổ chức

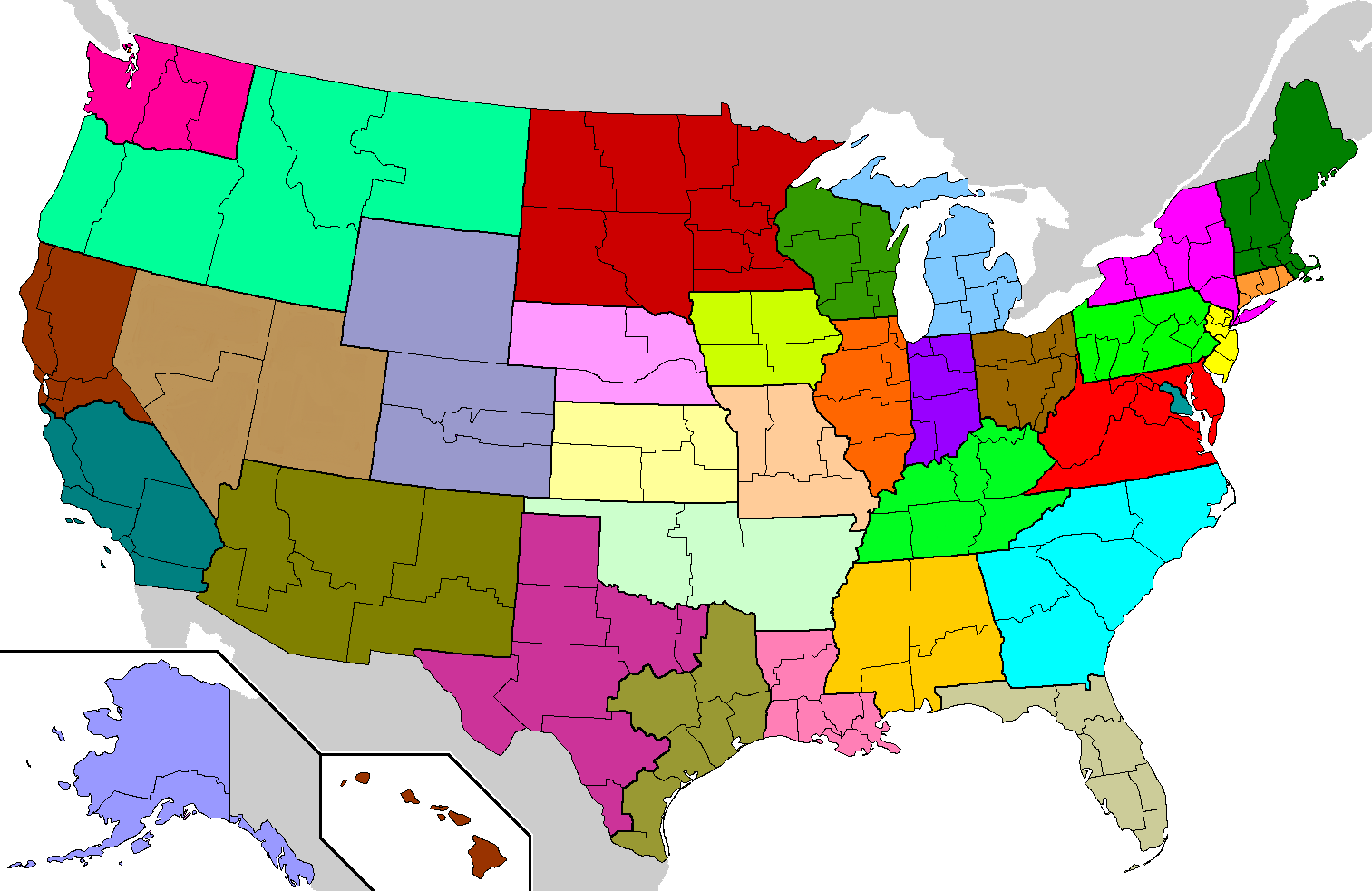
Các giáo tỉnh và giáo phận của Giáo hội Công giáo ở Hoa Kỳ. Mỗi màu tưởng trưng cho 32 giáo tỉnh theo nghi lễ Latinh.

Hoa Kỳ có 195 giáo phận và tổng giáo phận, một tổng giám quản, và một hạt tòng nhân:
- 145 giáo phận Công giáo Nghi lễ Latinh
- 33 tổng giáo phận Công giáo Nghi lễ Latinh
- 15 giáo phận Công giáo Đông phương
- 2 tổng giáo phận Công giáo Đông phương
- 1 tổng giám quản tông tòa (của Giáo hội Công giáo Syro-Malankara)
- 1 hạt tòng nhân (dành cho các cựu tín hữu Anh giáo gia nhập Công giáo)

Hiện nay, 6 giáo phận/giám quản đông phương đang trống tòa:
- Burlington, Vermont
- Fairbanks, Alaska
- Gaylord, Michigan
- Lexington, Kentucky
- Toledo, Ohio
- Tòa giám quản của Giáo hội Công giáo Hy Lạp Ukraina ở Parma, Ohio

Những người Công giáo địa phương được hợp thành các giáo hội địa phương gọi là giáo xứ (trực thuộc một giáo phận hoặc tổng giáo phận), thường do một linh mục phụ trách. Giáo hội Công giáo có lượng đơn vị giáo hội địa phương đứng thứ ba toàn quốc sau Liên hiệp Báp tít Nam phương và Giáo hội Giám Lý Liên hiệp của Tin Lành. Tuy nhiên, mỗi giáo xứ Công giáo lại có lượng tín hữu trung bình lớn hơn so với hai giáo hội nói trên: Công giáo gấp bốn lần Liên hiệp Báp tít Nam phương và gấp tám lần Giáo hội Giám Lý Liên hiệp.

## Các giáo sĩ
Hiện tại Hoa Kỳ có tất cả 451 giám mục và 15 hồng y đương nhiệm và nghỉ hưu.
Có 5 hồng y hiện đang dẫn dắt các tổng giáo phận ở Hoa Kỳ gồm:
- Daniel DiNardo - Tổng giáo phận Công giáo Rôma Galveston-Houston
- Timothy Michael Dolan - Tổng giáo phận Công giáo Rôma New York
- Seán Patrick O’Malley - Tổng giáo phận Công giáo Rôma Boston
- Joseph William Tobin - Tổng giáo phận Công giáo Rôma Newark
- Blase Joseph Cupich - Tổng giáo phận Công giáo Rôma Chicago

Có 3 hồng y đương nhiệm không là giám mục giáo phận:
- Kevin Joseph Farrell - Tổng trưởng Thánh bộ Giáo dân, Gia đình và Sự sống.
- Raymond Leo Burke - người bảo trợ Dòng Chiến sĩ Toàn quyền Malta, cựu Chánh án Tối cao Pháp viện Tông tòa
- James Michael Harvey - Tổng linh mục Vương cung thánh đường Thánh Phaolô Ngoại thành
- Edwin Frederick O'Brien - Thủ lãnh  Dòng Hiệp sĩ Mộ Thánh

Còn lại là các Hồng y Hưu dưỡng.

## Bê bối lạm dụng tình dục
Tại Mỹ tôn giáo cũng dính líu đến nhiều vụ bê bối. Năm 2018 Tòa án Tối cao Pennsylvania công bố một báo cáo chi tiết của Đại bồi thẩm đoàn cho thấy hơn 1.000 trẻ em đã bị các thành viên của sáu giáo phận trong tiểu bang Pennsylvania lạm dụng tình dục trong suốt 70 năm. Cuộc điều tra cho thấy có một sự che đậy có hệ thống của Giáo hội.